# Brabham BT46
Brabham BT46 – samochód Formuły 1 zaprojektowany dla zespołu Brabham przez Gordona Murraya. Model BT46 wystawiony był w sezonie 1978 Formuły 1 oraz w jednym Grand Prix sezonu 1979.
W konstrukcji samochodu wprowadzono kilka istotnych zmian w porównaniu do poprzedniego modelu. Jedną z nich było zamontowanie stałych wymienników ciepła na nadwoziu w celu zastąpienia tradycyjnej chłodnicy wody i oleju. Pomysł ten jednak nie sprawdził się i został zarzucony jeszcze przed debiutem samochodu. Model BT46, napędzany silnikiem o przeciwległych cylindrach konstrukcji Alfy Romeo, przez większą część sezonu wyposażony był w tradycyjne chłodnice, znajdujące się na nosie samochodu.
Podczas Grand Prix Szwecji wprowadzono model BT46B, w języku angielskim potocznie zwany "fan car" (ang. fan – wentylator). Była to odpowiedź na dominację wykorzystującego efekt przypowierzchniowy Lotusa 79. Formalnie zamontowany z tyłu ogromny wentylator miał chłodzić przegrzewający się silnik. Wentylator wysysał również powietrze spod bolidu, przyciągając go tym samym do podłoża. Po Grand Prix Szwecji FIA uznała to rozwiązanie za niedozwolone.

## Brabham BT46

### Koncept
Pierwszym napędzanym silnikami Alfa Romeo Brabhamem był model BT45. Był on jednak zbyt ciężki w porównaniu do konkurencji – ważył 625 kg. Model charakteryzował się również dużymi gabarytami, konstrukcja samochodu była tak szeroka, jak tylko pozwalały na to przepisy. Wynikało to z problemów z umieszczeniem w samochodzie szerokiego silnika typu bokser. Po długo przeprowadzanej ewolucji, bolid stał się konkurencyjny, jednakże nie wygrał żadnego wyścigu. W połowie 1977 roku Gordon Murray rozpoczął prace nad nowym modelem, BT46. Głównymi założeniami były: zrekompensowanie ciężaru silnika, umożliwienie zespołowi Brabham wykonania dużego technicznego kroku naprzód oraz poprawa bezpieczeństwa.

### Silnik i skrzynia biegów
Dwunastocylindrowy silnik Alfa Romeo 115-12 typu bokser o pojemności 2995 cm³ wyposażony został we wtrysk paliwa oraz elektroniczny układ zapłonowy. Blok silnika wykonany został ze stopów magnezu, karter ze stopów aluminium, a głowice cylindrów z aluminium bądź magnezu. Silnik wykonany był w konstrukcji Multi-Valve (cztery zawory na cylinder). W 1978 roku jednostka ta osiągała moc około 520 KM, czyli o 50 KM więcej niż konkurencyjne silniki Ford Cosworth DFV. Jednakże silnik był cięższy o około 40 kg od konkurencyjnego motoru Forda, był także większy i zużywał więcej paliwa oraz oleju.
Skrzynia biegów to zmodyfikowana jednostka modelu BT45B. Obudowę zaprojektował Brabham, odlew wykonała Alfa Romeo, biegi zaś były konstrukcji Hewlanda.

### Nadwozie i zawieszenie
Brabham BT46 charakteryzował się nadwoziem samonośnym ze stopu aluminium, posiadającym trapezowaty przekrój, jak większość konstrukcji Murraya z lat 70. Poszycie nadwozia samonośnego BT46 początkowo wykonane było z materiałów kompozytowych, później używano do tego celu nitowanych i sklejanych ze sobą blach aluminiowych. Rozwiązanie to zwiększyło sztywność konstrukcji i w efekcie właściwości trakcyjne bolidu. Samochód wyposażono w podnośniki pneumatyczne zasysające sprężone powietrze, co pozytywnie wpływało na przyczepność. W BT46 zastosowano wczesną wersję hamulców wykonanych z włókien węglowych, było to nowatorskie rozwiązanie zaczerpnięte z lotnictwa. Była to pierwsza taka konstrukcja w historii Formuły 1.
Najbardziej radykalnym rozwiązaniem było użycie stałych wymienników ciepła zamiast chłodnic wody. Rozwiązanie to miało na celu zmniejszenie masy przedniej części samochodu. W praktyce wymienniki ciepła nie były wystarczająco wydajne, przez co Murray zrezygnował z tego pomysłu. Zdecydowano się więc na użycie standardowych chłodnic na nosie samochodu, co było rozwiązaniem podobnym do stosowanego w Brabhamie BT45. Miało to negatywny wpływ na aerodynamikę.

### BT46 w wyścigach
Brabham BT46 zadebiutował w trzecim wyścigu sezonu 1978 – Grand Prix RPA. Samochód szybko okazał się konkurencyjny, ale również awaryjny (psuł się głównie silnik).
Po udanym początku sezonu, w Grand Prix Szwecji model BT46 zastąpiono wersją BT46B. Sezon 1978 Brabham dokończył zwykłym modelem BT46, przy czym Niki Lauda zdołał odnieść zwycięstwo w Grand Prix Włoch, podczas którego to wyścigu poniósł śmierć Ronnie Peterson.
Ostatni raz model BT46 pojawił się podczas Grand Prix Argentyny 1979, gdzie prowadził go Nelson Piquet. W kwalifikacjach korzystał z niego także Lauda, jako że nowy BT48 sprawiał problemy, ale w wyścigu wystartował nowym modelem. Piquet odpadł z wyścigu na skutek kolizji.

## Brabham BT46B

### Koncept
Lotus wprowadził efekt przypowierzchniowy do Formuły 1 modelem 78, który był szybki, ale też zawodny. Peter Wright wraz z Colinem Chapmanem odkrył, że poprzez odpowiednie wyprofilowanie podwozia można przyspieszyć przechodzenie powietrza pod samochodem, co z kolei zmniejszy ciśnienie powietrza pod podwoziem w stosunku do ciśnienia powietrza nad nim, a w efekcie zwiększy przyczepność opon. Kolejną zaletą tego rozwiązania była możliwość szybszego wchodzenia w zakręty, bez spadku osiągów na prostych odcinkach (nie zwiększał się opór powietrza). W 1978 roku Lotus rozwiązał problemy z zawodnością, nadal rozwijając samochód, czego głównym efektem było uzyskanie tunelu Venturiego. Mario Andretti i Ronnie Peterson zajęli dwa pierwsze miejsca w Grand Prix Belgii z bezpieczną przewagą nad konkurencją.
Inni projektanci na początku nie rozumieli, skąd wzięła się przewaga Lotusa. Na początku 1978 roku Gordon Murray zorientował się, dlaczego Lotus szybciej wchodzi w zakręty. Zdawał sobie jednak sprawę, że silniki Alfa Romeo są zbyt szerokie, by samochód wykorzystał efekt Venturiego. Murray namawiał Alfę Romeo do zbudowania silnika V12 na sezon 1979. Miał również pomysł, jak inaczej można zmniejszyć ciśnienie powietrza pod samochodem. W roku 1970 Chaparral 2J był wyraźnie szybszy w serii Can-Am niż konkurencja. Model ten miał dwa wentylatory z tyłu samochodu, napędzane dwusuwowym silnikiem o mocy 55 KM. Wentylatory te odsysały duże ilości powietrza spod podwozia, zmniejszając ciśnienie i wytwarzając dodatkowy docisk. Jednakże rozwiązanie to było zawodne, a w ostateczności zostało zabronione.
Murray zaprojektował wersję napędzaną przez szereg skomplikowanych sprzęgieł biegnących z silnika do jednego dużego wentylatora z tyłu samochodu. Im wyższe były obroty silnika, tym silniejszy był efekt ssania. Podobnie jak Lotus, Brabham miał "fartuchy", które uszczelniały lukę pomiędzy samochodem a podłożem. Umożliwiało to wysysanie powietrza i tworzenie efektu przypowierzchniowego. Istniała jednak zasada, że samochód nie mógł mieć ruchomych elementów wpływających na aerodynamikę bolidu, ale wentylator chłodził również mający problemy z przegrzewaniem się silnik. Używanie wentylatora w celu chłodzenia było dozwolone, tym też Brabham argumentował jego użycie, podobnie jak miało to miejsce w południowoamerykańskich wyścigach na początku sezonu, gdzie do modelu BT45C zamontowano mały elektryczny wentylator.
Samochody były zmodyfikowanymi modelami BT46 o oznaczeniu BT46/4 i BT46/6. Zmiany spowodowane wdrożeniem koncepcji wentylatora były dość obszerne, obejmując uszczelnienie komory silnika, jak również dodanie systemu sprzęgieł i wentylatora. Zostały one zaprojektowane i przetestowane w tajemnicy przed niektórymi. Niki Lauda uświadomił sobie, że musiał do nowej wersji dostosować swój styl jazdy, zwłaszcza na zakrętach. Stwierdził, że kiedy przyspiesza na zakręcie, samochód trzyma się drogi, jak gdyby jechał po szynach. W efekcie kierowca był narażony na bardzo duże przyspieszenie poprzeczne, które stało się poważnym problemem w dobie efektu przypowierzchniowego.
Po pierwszym teście BT46B na torze Brands Hatch, Lauda mówił:

Nowy Brabham był niemiły w prowadzeniu. Miał skłonność do podsterowności, zwłaszcza po zdjęciu nogi z gazu. Wentylator napędzany był przez silnik, więc jeżeli spadały obroty silnika, malała też siła przyciągania. Po kilku okrążeniach w Brands powoli dostosowywałem swój styl jazdy. Zawsze kiedy bolid nie chciał zareagować na skręt, trzeba było docisnąć gazu, a nie – tak jak podpowiadała logika – odpuścić. W ten sposób prędkość pokonywania zakrętów była niesamowita.

### BT46B w wyścigach i spuścizna
Dwa zmodyfikowane samochody były przygotowane na Grand Prix Szwecji na torze Anderstorp dla Nikiego Laudy i Johna Watsona. Kiedy wentylator nie był używany, przykrywało go wieko śmietnika, szybko jednak stało się jasne, co Brabham chce osiągnąć: kiedy kierowcy otwierali przepustnicę, samochód osiadał na zawieszeniu, tworząc docisk i efekt przypowierzchniowy. Kierowcy innych zespołów zgłaszali, że wiatrak rzuca na ich samochody kamienie, na co Murray odpowiedział, że to niemożliwe, ponieważ obraca się on z za małą prędkością. Legalność samochodu szybko została zakwestionowana, ale pozwolono kierowcom wystartować w wyścigu. Watson zakwalifikował się na drugiej, a Lauda na trzeciej pozycji. Watson odpadł na 19 okrążeniu po poślizgu. Lauda wyprzedził Andrettiego, któremu na 46. okrążeniu zepsuł się silnik. Lauda wygrał Grand Prix, mając ponad pół minuty przewagi nad drugim kierowcą, Riccardo Patrese z Arrowsa.
Wśród zespołów wywołało to poruszenie, ponieważ widziały one, jaką przewagę dał Brabhamowi wentylator. Lotus natychmiast rozpoczął projektowanie Lotusa 79 w wersji "fan car". Bernie Ecclestone, właściciel zespołu Brabham, był także – od 1972 roku – sekretarzem FOCA, a w 1978 roku został jej prezydentem. Szefowie innych zespołów, na czele z Colinem Chapmanem, zagrozili Ecclestone'owi, że utraci on ich poparcie, jeśli nie zrezygnuje z używania Brabhama BT46B. Ecclestone uzgodnił wewnątrz FOCA, że BT46B wystartuje w kolejnych trzech wyścigach, a następnie zostanie dobrowolnie wycofany. Jednakże CSI zareagowała i zadeklarowała, że odtąd w Formule 1 nie pojawi się już żaden samochód typu "fan car". Mimo to samochód nie został uznany za nielegalny w trakcie trwania Grand Prix Szwecji, stąd zwycięstwo Laudy zostało utrzymane w mocy. Dwa nadwozia zostały nieco zmienione, a w następnym wyścigu wystartowały standardowe Brabhamy BT46.
Brabham BT46B wziął udział w wyścigu jeszcze raz, podczas Trofeum Gunnara Nilssona na torze Donington Park w 1979 roku. Dochody z tej imprezy zostały przekazane Fundacji Gunnara Nilssona na Rzecz Walki z Rakiem. Początkowo chciano, by wyścig ten odbył się jako jedna z rund niezaliczanych do mistrzostw, jednakże nie uzyskano zezwolenia FIA i zawody przeprowadzono w formie "wyścigu z czasem", gdzie zwycięzcą został zdobywca najszybszego okrążenia. Jako że nie była to runda FIA, nielegalność Brabhama nie miała znaczenia. Prowadził go Nelson Piquet, który zdobył czwarte miejsce na pięciu startujących.

## Brabham BT46C

### Koncept
Podczas sezonu był opracowany trzeci wariant modelu, oznaczony jako BT46C. Tak jak w modelu BT46B, usunięto chłodnice z nosa i przesunięto środek ciężkości w tył. Zamiast standardowych chłodnic stosowano chłodnice z Volkswagena Golfa. Chłodnice były umieszczone za przednimi kołami.

### BT46C w wyścigach
Brabham BT46C pojawił się na treningach do Grand Prix Austrii. Kierowcy narzekali na obniżone obroty i prędkości na prostej. BT46C nie został wykorzystany w wyścigu i nie pojawił się nigdy więcej.

## Wyniki
| Legenda oznaczeń w tabelach wyników Wyświetl szablon na nowej stronie | Legenda oznaczeń w tabelach wyników Wyświetl szablon na nowej stronie                                                                     |
| Oznaczenie                                                            | Wyjaśnienie |
| --------------------------------------------------------------------- | --- |
| Złoty                                                                 | Zwycięzca lub mistrzostwo |
| Srebrny                                                               | 2. miejsce lub wicemistrzostwo |
| Brązowy                                                               | 3. miejsce lub II wicemistrzostwo |
| Zielony                                                               | Ukończył, punktował (w klasyfikacji generalnej, gdy zdobył co najmniej jeden punkt na przestrzeni sezonu, poza trzema powyższymi opcjami) |
| Niebieski                                                             | Ukończył, nie punktował (w klasyfikacji generalnej, gdy nie zdobył co najmniej jednego punktu na przestrzeni sezonu)                      |
| Czerwony                                                              | Nie zakwalifikował się (NZ) |
| Czerwony                                                              | Nie prekwalifikował się (NPK) |
| Różowy                                                                | Nie ukończył (NU) |
| Różowy                                                                | Niesklasyfikowany (NS) (w klasyfikacji generalnej, gdy nie został sklasyfikowany w żadnym wyścigu sezonu)                                 |
| Czarny                                                                | Zdyskwalifikowany (DK) |
| Czarny                                                                | Wykluczony (WYK/EX) |
| Biały                                                                 | Nie wystartował (NW) |
| Biały                                                                 | Kontuzjowany (K/INJ) |
| Biały                                                                 | Wyścig odwołany (OD/C) |
| Bez koloru                                                            | Został wycofany (WYC/WD) |
| Bez koloru                                                            | Nie przybył (NP/DNA) |
| Bez koloru                                                            | Nie brał udziału w treningach (NT/DNP) |
| Bez koloru                                                            | Nie został zgłoszony (–) |
| Pogrubienie                                                           | Start z pole position |
| Kursywa                                                               | Najszybsze okrążenie wyścigu |
| †                                                                     | Nie ukończył, ale jego rezultat został zaliczony ze względu na przejechanie więcej niż 90% dystansu wyścigu.                              |
| *                                                                     | Sezon w trakcie |
| 1/2/3                                                                 | Punktowana pozycja w sprincie kwalifikacyjnym                                                                                             |
| Lista systemów punktacji Formuły 1                                    | |

| Sezon | Zespół               | Silnik     | Kierowcy      | Wyniki w poszczególnych eliminacjach | Wyniki w poszczególnych eliminacjach | Wyniki w poszczególnych eliminacjach | Wyniki w poszczególnych eliminacjach | Wyniki w poszczególnych eliminacjach | Wyniki w poszczególnych eliminacjach | Wyniki w poszczególnych eliminacjach | Wyniki w poszczególnych eliminacjach | Wyniki w poszczególnych eliminacjach | Wyniki w poszczególnych eliminacjach | Wyniki w poszczególnych eliminacjach | Wyniki w poszczególnych eliminacjach | Wyniki w poszczególnych eliminacjach | Wyniki w poszczególnych eliminacjach | Wyniki w poszczególnych eliminacjach | Wyniki w poszczególnych eliminacjach | Wyniki kierowców | Wyniki kierowców | Wyniki konstruktora | Wyniki konstruktora |
| 1978  |                      |            |               | ARG                                  | BRA                                  | ZAF                                  | USW                                  | MCO                                  | BEL                                  | ESP                                  | SWE                                  | FRA                                  | GBR                                  | DEU                                  | AUT                                  | NLD                                  | ITA                                  | USA                                  | CAN                                  | Punkty           | Pozycja          | Punkty              | Pozycja             |
| ----- | -------------------- | ---------- | ------------- | ------------------------------------ | ------------------------------------ | ------------------------------------ | ------------------------------------ | ------------------------------------ | ------------------------------------ | ------------------------------------ | ------------------------------------ | ------------------------------------ | ------------------------------------ | ------------------------------------ | ------------------------------------ | ------------------------------------ | ------------------------------------ | ------------------------------------ | ------------------------------------ | ---------------- | ---------------- | ------------------- | ------------------- |
| 1978  | Parmalat Racing Team | Alfa Romeo | Niki Lauda    | -                                    | -                                    | NU                                   | NU                                   | 2                                    | NU                                   | NU                                   | 1                                    | NU                                   | 2                                    | NU                                   | NU                                   | 3                                    | 1                                    | NU                                   | NU                                   | 44               | 4                | 53                  | 3                   |
| 1978  | Parmalat Racing Team | Alfa Romeo | John Watson   | -                                    | -                                    | 3                                    | NU                                   | 4                                    | NU                                   | 5                                    | NU                                   | 4                                    | 3                                    | 7                                    | 7                                    | 4                                    | 2                                    | NU                                   | NU                                   | 25               | 6                | 53                  | 3                   |
| 1978  | Parmalat Racing Team | Alfa Romeo | Nelson Piquet | -                                    | -                                    | -                                    | -                                    | -                                    | -                                    | -                                    | -                                    | -                                    | -                                    | -                                    | -                                    | -                                    | -                                    | -                                    | 11                                   | 0                | 28               | 53                  | 3                   |
| 1979  |                      |            |               | ARG                                  | BRA                                  | ZAF                                  | USW                                  | ESP                                  | BEL                                  | MCO                                  | FRA                                  | GBR                                  | DEU                                  | AUT                                  | NLD                                  | ITA                                  | CAN                                  | USA                                  |                                      | Punkty           | Pozycja          | Punkty              | Pozycja             |
| 1979  | Parmalat Racing Team | Alfa Romeo | Nelson Piquet | NW                                   | -                                    | -                                    | -                                    | -                                    | -                                    | -                                    | -                                    | -                                    | -                                    | -                                    | -                                    | -                                    | -                                    | -                                    |                                      | 3                | 16               | 8                   | 7                   |